# Luttra landskommun
Luttra landskommun var en tidigare kommun i dåvarande Skaraborgs län.

## Administrativ historik
Kommunen inrättades i Luttra socken i Vartofta härad i Västergötland när 1862 års kommunalförordningar trädde i kraft.  
Vid kommunreformen 1952 uppgick landskommunen i Frökinds landskommun som 1974 uppgick i Falköpings kommun.